# ФЕДУ
ФЕДУ (Фестивал дјечије уметности) је годишњи фестивал дечје уметности који се одржава у Сарајеву, у Босни и Херцеговини. Траје шест дана у мају и приказује богат програм сценских уметности, књижевних и музичких програма из целог света. Уз то, организују се бројне радионице за децу узраста између 6 и 14 година. Фестивал је основан 2015. године од стране тима који предводи дечији писац Фахрудин Кучук у сарадњи са владом Кантона Сарајево. Главно место одржавања фестивала је Народно позориште Сарајево. Фестивал је био домаћин продукција из преко 20 земаља. То је једини међународни фестивал дечје уметности на Балкану.

## Програми
Фестивал има такмичарски формат који обухвата три главна програма: музички, позоришни и програм бајки, уз мање луткарске програме, програме интерактивног образовања, костимографије и ликовне уметности. Музички програм садржи и подпрограме хорског и соло певања, као и инструменталне програме подељене у групе. Позоришни програм се приказује у Народном позоришту Сарајево, Камерном театру 55 и Сарајевском позоришту младих. Програм бајки је књижевни конкурс отворен за одрасле и награђује најбољу нову дечју бајку године. Додела награда одржава се у Народном позоришту Сарајево последњег дана фестивала. На фестивалу су учествовале продукције Дечјег позоришта Стретфорд, Дечје позоришне групе Силвер Лејк, Позоришта младих гледалаца, Луткарског позоришта Мостар, Дечјег позоришта Бранко Михаљевић и друге.

## Места одржавања
- Народно позориште Сарајево
- Камерни театар 55
- Међународни центар за децу и омладину
- Босанско народно позориште у Зеници
- Сарајевско омладинско позориште
- Зграда општине Центар (Сарајево)
- Сарајевска вијећница